# Sheridan's Ride (film 1913)
Sheridan's Ride è un cortometraggio muto del 1913 diretto da Otis Turner.

## Produzione
Il film fu prodotto dalla Bison Motion Pictures.

## Distribuzione
Distribuito dall'Universal Film Manufacturing Company, il film - un cortometraggio in tre bobine - uscì nelle sale cinematografiche statunitensi il 28 gennaio 1913.